# Campionati austriaci di sci alpino 1970
I Campionati austriaci di sci alpino 1970 si svolsero a Schladming tra il 4 e l'8 marzo; furono assegnati i titoli di discesa libera, slalom gigante, slalom speciale e combinata, sia maschili sia femminili.

## Risultati

### Uomini

#### Discesa libera
| Pos. | Atleta         | Nazione |
| ---- | -------------- | ------- |
| 1    | Josef Loidl    | Austria |
| 2    | Rudi Sailer    | Austria |
| 3    | Franz Digruber | Austria |

Data: 6 marzo

#### Slalom gigante
| Pos. | Atleta         | Nazione |
| ---- | -------------- | ------- |
| 1    | Thomas Hauser  | Austria |
| 2    | Josef Loidl    | Austria |
| 3    | David Zwilling | Austria |

Data: 7 marzo

#### Slalom speciale
| Pos. | Atleta           | Nazione |
| ---- | ---------------- | ------- |
| 1    | Harald Rofner    | Austria |
| 2    | Hubert Berchtold | Austria |
| 3    | David Zwilling   | Austria |

Data: 8 marzo

#### Combinata
| Pos. | Atleta         | Nazione |
| ---- | -------------- | ------- |
| 1    | Josef Loidl    | Austria |
| 2    | David Zwilling | Austria |
| 3    | Harald Rofner  | Austria |

Data: 6-8 marzo

Classifica stilata attraverso i piazzamenti ottenuti
in discesa libera, slalom gigante e slalom speciale

### Donne

#### Discesa libera
| Pos. | Atleta                | Nazione |
| ---- | --------------------- | ------- |
| 1    | Wiltrud Drexel        | Austria |
| 2    | Annemarie Moser-Pröll | Austria |
| 3    | Bernadette Rauter     | Austria |

Data: 7 marzo

#### Slalom gigante
| Pos. | Atleta                | Nazione |
| ---- | --------------------- | ------- |
| 1    | Annemarie Moser-Pröll | Austria |
| 2    | Julia Spettel         | Austria |
| 3    | Bernadette Rauter     | Austria |

Data: 4 marzo

#### Slalom speciale
| Pos. | Atleta                | Nazione |
| ---- | --------------------- | ------- |
| 1    | Annemarie Moser-Pröll | Austria |
| 2    | Gertrud Gabl          | Austria |
| 3    | Wiltrud Drexel        | Austria |

Data: 5 marzo

#### Combinata
| Pos. | Atleta                | Nazione |
| ---- | --------------------- | ------- |
| 1    | Annemarie Moser-Pröll | Austria |
| 2    | Wiltrud Drexel        | Austria |
| 3    | Gertrud Gabl          | Austria |

Data: 4-7 marzo

Classifica stilata attraverso i piazzamenti ottenuti
in discesa libera, slalom gigante e slalom speciale